# National Film Award/Bester Film in Panjabi
Die Gewinner des National Film Award der Kategorie Bester Film in Panjabi (Best Feature Film in Punjabi) waren:
| Jahr | Film                     | Regisseur          | Produzent       |
| ---- | ------------------------ | ------------------ | --------------- |
| 2002 | kein Preis               | -                  | -               |
| 2003 | kein Preis               | -                  | -               |
| 2004 | Des Hoya Pardes          | Manoj Punj         | Manjeet Maan    |
| 2005 | Baghi                    | Sukhminder Dhanjal | Gaj Deol        |
| 2006 | Waris Shah-Ishq Da Waris | Manoj Punj         | Sai Productions |
| 2007 | kein Preis               | -                  | -               |
| 2008 | kein Preis               | -                  | -               |

Derzeit erhalten Produzent und Regisseur des Gewinnerfilms je einen Rajat Kamal und ein Preisgeld von 100.000 Rupien.